# Lucha Libre World Cup (2016)
The Lucha Libre World Cup était un tournoi de catch professionnel organisé par la fédération professionnelle mexicaine de lutte Asistencia Asesoría y Administración (AAA) avec le soutien financier de la brasserie Grupo Modelo, avec Victoria Beer comme sponsor officiel. Le tournoi comprenait un certain nombre d'équipes de trois hommes, appelés trios dans la Lucha Libre, les équipes et les fédérations de lutte qui sont déjà annoncées sont la AAA, la Total Nonstop Action (TNA), la Lucha Underground et la Pro Wrestling Noah. Le tournoi a été annoncé comme Lucha Libre Victoria World Cup.

## Contexte
La fédération mexicaine Lucha libre, avec le soutien financier de la société de brasserie mexicaine Grupo Modelo a organisé la première Lucha Libre World Cup en été 2015. Le tournoi lui-même était un one-night tournoi à huit équipes composé de trois lutteurs.

## Règles du tournoi
Le vice-président de la AAA Dorian Roldán a expliqué les règles dans une vidéo téléchargée sur la chaîne officielle de la AAA sur YouTube l'an dernier. Le tournoi serait composé des matches de trios structurés en quarts de finale, demi-finales et une finale, plus d'un match supplémentaire pour déterminer la troisième place. Les combats sont prévus pour avoir un délai de 15 minutes. Si le délai est atteint sans un gagnant, chacune des équipes participantes sélectionne un membre, et les deux lutteurs choisis s'affronteront dans un 5 minutes mort subite (5-minutes sudden death) dans laquelle le lutteur gagnant obtiendra la victoire pour son équipe. Il y aura autant de morts subites que nécessaire pour déterminer un vainqueur.

## Équipes

### Division masculine
| Équipes                   | Membres de l'équipe | Références |
| ------------------------- | ------------------- | ---------- |
| Team AAA                  | Pentagón Jr.        | [ 2 ]      |
| Team AAA                  | El Texano Jr.       | [ 2 ]      |
| Team AAA                  | Psycho Clown        | [ 3 ]      |
| Team Noah                 | Taiji Ishimori      | [ 4 ]      |
| Team Noah                 | Naomichi Marufuji   | [ 4 ]      |
| Team Noah                 | Maybach Taniguchi   | [ 4 ]      |
| Team Ōdō et Zero1         | Masato Tanaka       | [ 5 ]      |
| Team Ōdō et Zero1         | Akebono             | [ 5 ]      |
| Team Ōdō et Zero1         | Ikuto Hidaka        | [ 5 ]      |
| Team Mexico Leyendas      | Canek               | [ 3 ]      |
| Team Mexico Leyendas      | La Parka            | [ 3 ]      |
| Team Mexico Leyendas      | Blue Demon Jr.      | [ 6 ]      |
| Team Mexico International | Rey Mysterio Jr.    | [ 3 ]      |
| Team Mexico International | Dr. Wagner Jr.      | [ 7 ]      |
| Team Mexico International | Dragon Azteca Jr.   | [ 7 ]      |
| Team TNA                  | EC3                 | [ 8 ]      |
| Team TNA                  | Eli Drake           | [ 8 ]      |
| Team TNA                  | Tyrus               | [ 8 ]      |
| Team Lucha Underground    | Chavo Guerrero Jr.  | [ 9 ]      |
| Team Lucha Underground    | Johnny Mundo        | [ 9 ]      |
| Team Lucha Underground    | Brian Cage          | [ 9 ]      |
| Team Resto del Mundo      | Mil Muertes         | [ 10 ]     |
| Team Resto del Mundo      | Rockstar Spud       | [ 10 ]     |
| Team Resto del Mundo      | Apolo               | [ 10 ]     |

### Division féminine
| Équipes      | Membres de l'équipe | Références |
| ------------ | ------------------- | ---------- |
| Team Mexique | Faby Apache         | [ 3 ]      |
| Team Mexique | Mari Apache         | [ 3 ]      |
| Team Mexique | Lady Apache         | [ 11 ]     |
| Team Japon   | Aja Kong            | [ 12 ]     |
| Team Japon   | Yuki Miyazaki       | [ 12 ]     |
| Team Japon   | Sumire Natsu        | [ 12 ]     |
| Team Canada  | Taya                | [ 13 ]     |
| Team Canada  | Allie               | [ 13 ]     |
| Team Canada  | KC Spinelli         | [ 13 ]     |
| Team USA     | Santana Garrett     | [ 14 ]     |
| Team USA     | Sienna              | [ 14 ]     |
| Team USA     | Cheerleader Melissa | [ 14 ]     |

## Tournoi

### Résultats du tournoi
|  | Quarts de finale          | Quarts de finale          | Quarts de finale          | Quarts de finale          |                        |                        | Demi-finales | Demi-finales | Demi-finales | Demi-finales |  |  | Finale | Finale | Finale | Finale |
|  |                           |                           |                           |                           |                        |                        |              |              |              |              |  |  |        |        |        |        |
|  |                           |                           |                           |                           |                        |                        |              |              |              |              |  |  |        |        |        |        |
|  |                           |                           |                           |                           |                        |                        |              |              |              |              |  |  |        |        |        |        |
|  | Team AAA                  | Team AAA                  | Gagnant                   | Gagnant                   |                        |                        |              |              |              |              |  |  |        |        |        |        |
|  | Team AAA                  | Team AAA                  | Gagnant                   | Gagnant                   |                        |                        |              |              |              |              |  |  |        |        |        |        |
|  | Team Ōdō and Zero1        | Team Ōdō and Zero1        | [ 15 ]                    | [ 15 ]                    |                        |                        |              |              |              |              |  |  |        |        |        |        |
|  | Team Ōdō and Zero1        | Team Ōdō and Zero1        | [ 15 ]                    | [ 15 ]                    | Team NOAH              | Team NOAH              | [ 16 ]       | [ 16 ]       |              |              |  |  |        |        |        |        |
|  |                           |                           |                           |                           | Team NOAH              | Team NOAH              | [ 16 ]       | [ 16 ]       |              |              |  |  |        |        |        |        |
|  |                           |                           | Team AAA                  | Team AAA                  | Gagnant                | Gagnant                |              |              |              |              |  |  |        |        |        |        |
|  | Team NOAH                 | Team NOAH                 | Team AAA                  | Team AAA                  | Gagnant                | Gagnant                | Gagnant      | Gagnant      |              |              |  |  |        |        |        |        |
|  | Team NOAH                 | Team NOAH                 |                           |                           |                        |                        |              | Gagnant      |              |              |  |  |        |        |        |        |
|  | Team Resto del Mundo      | Team Resto del Mundo      | [ 15 ]                    | [ 15 ]                    |                        |                        |              |              |              |              |  |  |        |        |        |        |
|  | Team Resto del Mundo      | Team Resto del Mundo      | [ 15 ]                    | [ 15 ]                    | Team Lucha Underground | Team Lucha Underground | Vainqueur    | Vainqueur    |              |              |  |  |        |        |        |        |
|  |                           |                           |                           |                           | Team Lucha Underground | Team Lucha Underground | Vainqueur    | Vainqueur    |              |              |  |  |        |        |        |        |
|  |                           |                           | Team AAA                  | Team AAA                  | [ 16 ]                 | [ 16 ]                 |              |              |              |              |  |  |        |        |        |        |
|  | Team Lucha Underground    | Team Lucha Underground    | Team AAA                  | Team AAA                  | [ 16 ]                 | [ 16 ]                 | Gagnant      | Gagnant      |              |              |  |  |        |        |        |        |
|  | Team Lucha Underground    | Team Lucha Underground    |                           |                           |                        |                        |              |              |              |              |  |  |        |        |        |        |
|  | Team Mexico Leyendas      | Team Mexico Leyendas      | [ 15 ]                    | [ 15 ]                    |                        |                        |              |              |              |              |  |  |        |        |        |        |
|  | Team Mexico Leyendas      | Team Mexico Leyendas      | [ 15 ]                    | [ 15 ]                    | Team Lucha Underground | Team Lucha Underground | Gagnant      | Gagnant      |              |              |  |  |        |        |        |        |
|  |                           |                           |                           |                           | Team Lucha Underground | Team Lucha Underground | Gagnant      | Gagnant      |              |              |  |  |        |        |        |        |
|  |                           |                           | Team Mexico International | Team Mexico International | [ 16 ]                 | [ 16 ]                 |              |              |              |              |  |  |        |        |        |        |
|  | Team Mexico International | Team Mexico International | Team Mexico International | Team Mexico International | [ 16 ]                 | [ 16 ]                 | Gagnant      | Gagnant      |              |              |  |  |        |        |        |        |
|  | Team Mexico International | Team Mexico International |                           |                           |                        |                        |              | Gagnant      |              |              |  |  |        |        |        |        |
|  | Team TNA                  | Team TNA                  | [ 15 ]                    | [ 15 ]                    |                        |                        |              |              |              |              |  |  |        |        |        |        |
|  | Team TNA                  | Team TNA                  | [ 15 ]                    | [ 15 ]                    |                        |                        |              |              |              |              |  |  |        |        |        |        |
|  |                           |                           |                           |                           |                        |                        |              |              |              |              |  |  |        |        |        |        |

| Troisième place           |
| ------------------------- |
| Team Mexico International |

### Division féminine
|  | Demi-finales | Demi-finales | Demi-finales | Demi-finales |            |            | Finale   | Finale   | Finale | Finale |
|  |              |              |              |              |            |            |          |          |        |        |
|  |              |              |              |              |            |            |          |          |        |        |
|  | Team Canada  | Team Canada  | [ 17 ]       | [ 17 ]       |            |            |          |          |        |        |
|  | Team Canada  | Team Canada  | [ 17 ]       | [ 17 ]       |            |            |          |          |        |        |
|  | Team Japon   | Team Japon   | Gagnante     | Gagnante     |            |            |          |          |        |        |
|  | Team Japon   | Team Japon   | Gagnante     | Gagnante     | Team Japon | Team Japon | [ 18 ]   | [ 18 ]   |        |        |
|  |              |              |              |              | Team Japon | Team Japon | [ 18 ]   | [ 18 ]   |        |        |
|  |              |              | Team Mexique | Team Mexique | Vainqueur  | Vainqueur  |          |          |        |        |
|  | Team Mexique | Team Mexique | Team Mexique | Team Mexique | Vainqueur  | Vainqueur  | Gagnante | Gagnante |        |        |
|  | Team Mexique | Team Mexique |              |              |            |            |          | Gagnante |        |        |
|  | Team USA     | Team USA     | [ 17 ]       | [ 17 ]       |            |            |          |          |        |        |
|  | Team USA     | Team USA     | [ 17 ]       | [ 17 ]       |            |            |          |          |        |        |

| Troisième place | Troisième place | Troisième place | Troisième place |
| --------------- | --------------- | --------------- | --------------- |
| Team Canada     |                 |                 |                 |